# Storsjön (Nianfors socken, Hälsingland)
Storsjön är en sjö i Hudiksvalls kommun i Hälsingland och ingår i Ljusnans huvudavrinningsområde. Sjön är 7 meter djup, har en yta på 0,142 kvadratkilometer och befinner sig 239,2 meter över havet.

## Delavrinningsområde
Storsjön ingår i det delavrinningsområde (682778-154297) som SMHI kallar för Inloppet i Hundgårdssjön. Medelhöjden är 217 meter över havet och ytan är 16,47 kvadratkilometer. Det finns inga avrinningsområden uppströms utan avrinningsområdet är högsta punkten. Vattendraget som avvattnar avrinningsområdet har biflödesordning 3, vilket innebär att vattnet flödar genom totalt 3 vattendrag innan det når havet efter 90 kilometer. Avrinningsområdet består mestadels av skog (82 procent). Avrinningsområdet har 0,14 kvadratkilometer vattenytor vilket ger det en sjöprocent på 0,9 procent. Bebyggelsen i området täcker en yta av 0,23 kvadratkilometer eller 1 procent av avrinningsområdet.